# 密小花苣苔
密小花苣苔（学名：Chiritopsis confertiflora）为苦苣苔科小花苣苔属下的一个种。

## 扩展阅读
維基物種上的相關：密小花苣苔